# 圓玄學院妙法寺內明陳呂重德紀念中學

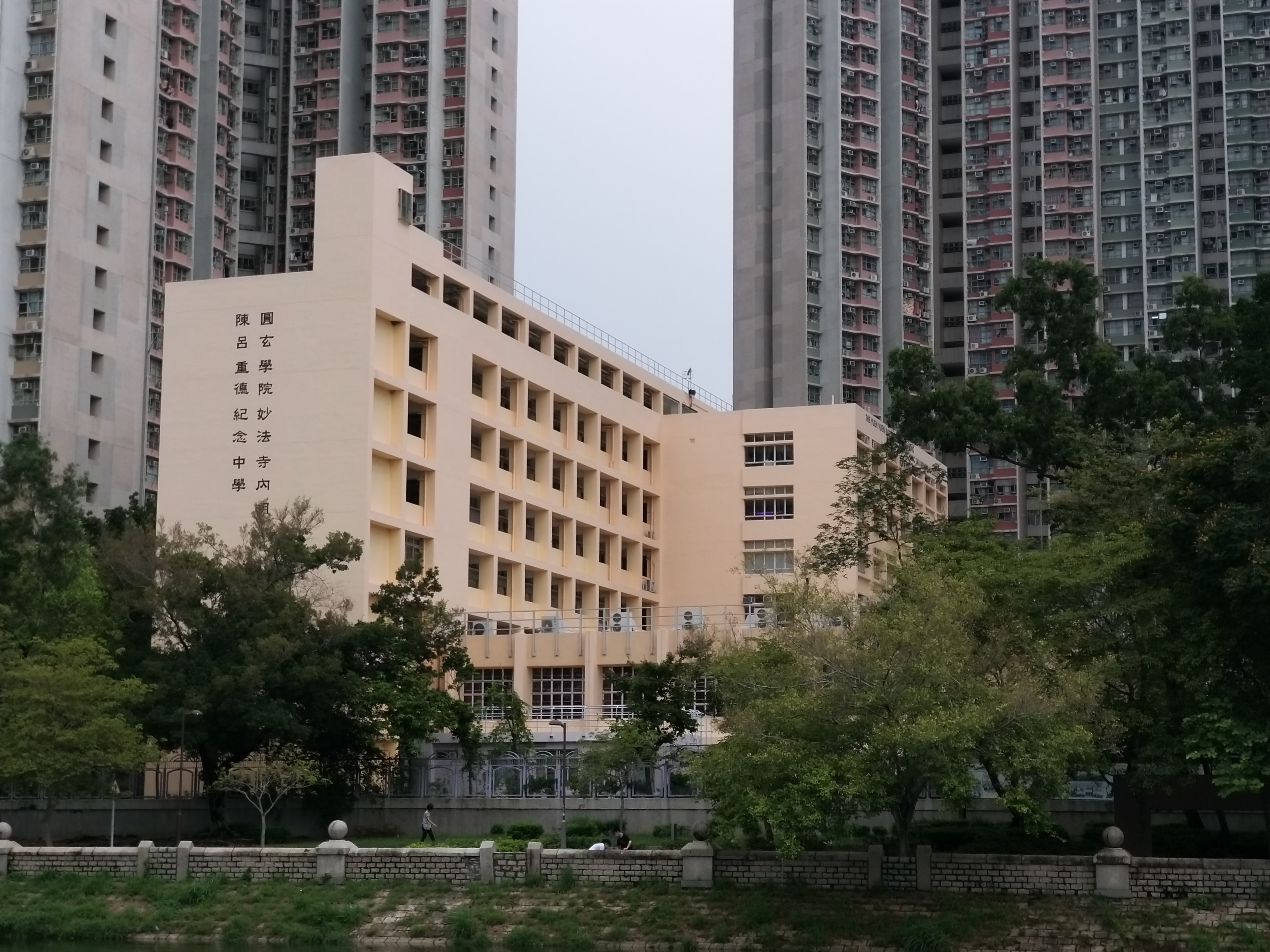
校舍西面，前臨天水圍河

圓玄學院妙法寺內明陳呂重德紀念中學（英語：The Yuen Yuen Institute MFBM Nei Ming Chan Lui Chung Tak Memorial College，簡稱陳呂）是一所位於香港元朗區天水圍天瑞邨的津貼男女文法中文中學，宗教為佛教，由位於屯門藍地的妙法寺於1962年首先創校，1993年遷至天瑞邨現址。
此校前身妙法寺內明書院曾是新界唯一同時開辦大專、中學及小學的學校。

## 校政管理
歷任校監
- 洗塵法師[1]

歷任校長
1. 敏智法師（1962-1969）[1][2]
2. 洗塵法師（1969-1970）[3]
3. 胡有俊先生（1970-1971）[4]
4. 鄧潤棠先生（1971-1986）[5]
5. 方濟民先生（1986-2005）[3]
6. 郭劉麗影女士（2005-2010）[3]
7. 馮金燕博士（2010-2022）
8. 彭家強先生（2022-2025）
9. 黃建豪先生（2025至今）

## 歷史[3][6]
1962年，已故妙法寺創始人洗塵法師及金山法師，鑑於妙法寺所在的藍地一帶學位短缺，故倡議辦學，終與敏智法師合作，將原位於大嶼山的「內明學院」遷至屯門，同年5月9日於青山道廿二咪正式創立妙法寺內明書院。創校之初為一所佛學大專，共設專科、正科及預科3班，有學生60餘人。
1963年，向教育司署申請註冊辦學，並於次年2月28日獲批准為合法書院。
1965年，增設英文中學部，招收六班學生，連佛學大專共七班。
1967年5月20日，妙法寺內明書院新課室（校舍）落成，邀請元朗理民府夏棣先生伉儷主持開幕典禮。新校舍佔地達15萬呎，並附設體育場、實驗室、圖書館、佛堂等設施。學生方面則增至十班，計中學九班，大專一班，總數400餘人。
1969年，刻有「妙法寺內明書院」字樣的山門牌樓落成，邀請圓玄學院創始人趙聿修先生主持剪綵入門儀式，由元朗理民官薛文主持校舍動土禮。
1977年，內明書院獲政府批准由私立學校轉為按位津貼中學。
1986年，妙法寺內明書院獲教育署批准轉為全資津貼中學。
1992年，由於舊校舍未符現代教學標準，遂向教育署申請另建新校舍，最後得政府批准遷校至天水圍天瑞邨現址，並於1995年4月28日校慶當天舉行新校舍開幕典禮。有鑑於創校校董陳呂重德夫人對學校貢獻良多，妙法寺董事會終決議將校名更改為妙法寺陳呂重德紀念中學。藍地舊校舍原址則重建成妙法寺綜合大樓。
2012年4月，經教育署批准，辦學團體由妙法寺轉為圓玄學院，同時更名為圓玄學院妙法寺內明陳呂重德紀念中學，校訓則定為「明道立德，慈悲喜捨」。

## 班級
中一至中三共12班；新高中中四至中六共12班。

## 教學語言
中一至中六的所有科目除英國語文科外其他科目一律以粵語教授。

## 事件

### 強制學生出席政治活動風波
2010年6月，該校時任校長郭劉麗影派發通告強制百多名高中學生務必參加6月19日在維園舉行的撐政改集會遊行，遭到社會批評。
事件曝光後引來家長、社會人士強烈反對，更驚動教育局介入事件。教育局發言人發表了強硬的聲明，直指：
|  | 參與遊行並非學習活動，乃是表態行為，學校須讓學生依據個人原則及參考社會規範，讓他們自主判斷……學校強制學生參加遊行，漠視其個人意願，不一定會帶來優質的學習。況且，增強高中學生的公民意識、關心香港的發展等學習目標，其實有很多更有效途徑。 |

立法會議員張文光回應時亦指出：
|  | 學生及家長也可有政治立場，學校強迫他們支持或反對政改方案，違反教育原則。 |

最後，學校表示因「家長對活動有不同意見」，故將活動改為自願參加的性質，不再強逼學生出席遊行。

## 知名/傑出校友
- 陳嘉桓：香港女演員
- 劉潤兒：香港女子五人足球隊成員、香港足球小姐
- 楊秉基：2015年十大傑出青年、香港劇場工作者、教育局香港學校戲劇節資深評判
- 黃仲鵬：2012國際沙龍世界十傑得獎者
- 林玉兒：ViuTV《快樂童盟》兒童節目主持
- 陳錦鴻：前無綫電視男演員（1986年中六）[13]
- 劉智樂：足球運動員
- 李栢賢：職業摔角手
- 林穎彤：新興運動運動員（香港圓網球代表隊成員、香港旋風球代表隊成員、香港VX球代表隊成員、香港氣球排球代表隊成員）

## 外部連結
- 學校官方網站
- YouTube上的高清翡翠台新聞：天水圍妙法寺陳呂重德紀念中學強制要求學生出席撐政改遊行